# Christian Barnekow (kompositör)
Christian Barnekow, född 28 juli 1837 i St. Sauveur, departementet Hautes-Pyrénées i Frankrike, och död 20 mars 1913, var en dansk adelsman, tonsättare, morfar till Povl Hamburger, och far till Brita Barnekow.

## Biografi
Barnekow föddes av danska föräldrar i södra Frankrike, där man bodde med hänsyn till faderns hälsa. Efter fadern död 1839, när Christian Barnekow bara var två år gammal, flyttade familjen till Danmark, och Barnekow växte upp i sin morfars hus.
Barnekow fick musikundervisning av Niels Ravnkilde och senare av Edvard Helsted. Efter att ha avlagt studentexamen 1856 arbetade han vidare med musiken och blev en skicklig klaver- och orgelspelare, varpå han började att komponera musik.
Barnekow levde som privatförmögen utan någon anställning ömsom i Köpenhamn, ömsom utomlands. Tillsammans med jämnåriga musiker och kompositörer (bl.a. Emil Hartmann, Jørgen Malling, August Winding og Gottfred Matthison-Hansen) arrangerade han konserter på hotel Phønix i Köpenhamn. Här uppfördes år 1861 hans op. 1. 
Han undervisade också sporadiskt och vikarierade som organist för bland andra J.P.E. Hartmann och Niels W Gade.
Därutöver deltog han i musikrelaterat föreningsarbete. Barnekow var ordförande i Selskabet til Udgivelse af dansk Musik 1871-1887, och 1895 till sin död ordförande i Musikforeningen i Köpenhamn. Han utnämndes 1891 till professor i musik, och är riddare av Danska Dannebrogorden. 
Barnekow har komponerat kammarmusik, musik för orkester, orgel, piano, kyrkliga kompositioner samt en del sånger. 
Barnekow utgav även en koralbok 1878-92 och har bearbetat äldre andliga sånger (av Bachs söner och Johann Abraham Peter Schulz) samt orgelsaker av Dietrich Buxtehude (för piano och 4 händer).

## Utmärkelser
- Riddare av Dannebrogorden,  1900[1]
- Dannebrogsmännens hederstecken,  1911[1]

[Redigera Wikidata]

## Verk

### Med opusnummer
- op. 1 Klavertrio i f#-mol (1861)
- op. 4 Den ensomme (sang)
- op. 6 Tre Sange
- op. 7 Digte af Chr. Richardt
- op. 8 Fyra sånger af Zacharias Topelius (damekor og orkester – 1885)
- op. 11 Sange efter finske digtere (1890)
- op. 12 Klaverkvartet (1905)
- op. 14 Russiske folkesange efter Thor Lange (1892)
- op. 13 Dronningens Klage (1892)
- op. 15 Sange for mandskor
- op. 17 Sange for blandet kor (1894)
- op. 18 Sange for mandskor
- op. 19 Nocturner (1898)
- op. 20 Strygekvintet (1905)
- op. 21 Sange for mandskor
- op. 22 Nord og Syd (duetter – 1901)
- op. 23 Violinsonate (1907)
- op. 24 Klaversonate (1907)
- op. 26 Sange for mandskor
- op. 27 Christian Barnekow (ballade 1907 – Drachmanns tekst om navnebroderen)
- op. 29 Idyller (strygeorkester 1910)

### Sångböcker
- 100 åndelige sange (1864, 1870, 1874, 1903)
- Bibelske og kirkehistoriske sange (1868)
- Sange fra Nordens Sagnhistorie (1873)
- Fædrelandshistoriske Sange (1875)
- Sønderjyske Viser (1868)
- Nye Melodier til gamle Folkeviser (1870)

### Kantater
- Kantate til Kunstakademiet stiftelsesfest
- Kantate Holbergfesten på Sorø Akademi (1884)
- Kantate til årsfesten på Efterslægtselskabets Skole
- Kantate til indvielsen af Grundtvigs hus

### Annat
- Sekstet (1862)
- Humoresker (firhændigt klaver 1869)
- Ältere geistliche Lieder 1-8 (1908)
- ca. 150 orgelpræludier i 4 hæfter